# Čejkovice (okres Hodonín)
Čejkovice (v dolském nářečí Čajkovice, německy Czeikowitz, Schaeikwitz, Schekwitz) jsou vinařská obec v okrese Hodonín v Jihomoravském kraji. Leží patnáct kilometrů severozápadně od Hodonína. Obcí protéká potok Prušánka, který na jejím katastru i pramení. Žije zde přibližně 2 400 obyvatel. Středověká historie Čejkovic je spjata s templáři, na které odkazují i symboly obce. Po určitou dobu byla obec městečkem s trhovým právem. Část dětství zde vyrůstal Tomáš Garrigue Masaryk.
Z hlediska regionálního členění náleží Čejkovice do oblasti hanáckého Slovácka, která je vtěsnaná mezi Podluží, Hodonínsko a Kyjovsko. Sousedními obcemi sídla jsou Vrbice, Prušánky, Starý Poddvorov, Nový Poddvorov, Čejč, Kobylí, Velké Bílovice a Mutěnice.

## Název
O původu názvu Čejkovic existuje pověst o pánovi, který při lovu zastřelil čejku, přičemž pronesl monolog: „Už nepoletíš čejko-více, tam kde dopadneš, budou Čejkovice“. To je však jen lidová etymologie, vědci hledají původ tohoto názvu v osobních jménech jako Čajka, Čejka, Čajek apod. Ta historikové odvozují od základu čekati, čakati, a nejstaršího tvaru „čajati“, to je být na stráži. Variantou je také osobní jméno odvozené od staročeského označení ptáka čajky (čejky), souvislost s ptákem ve znaku obce by pak existovala alespoň přeneseně. Může ale jít i o domáckou obměnu starých jmen zakončených na -čaj (např. Bolečaj). Název Čejkovice každopádně znamená „ves lidí Čajkových/Čejkových“.[zdroj?]
S názvem Čejkovic zřejmě souvisí sousední Čejč a vzdáleně také Šakvice.

## Historie

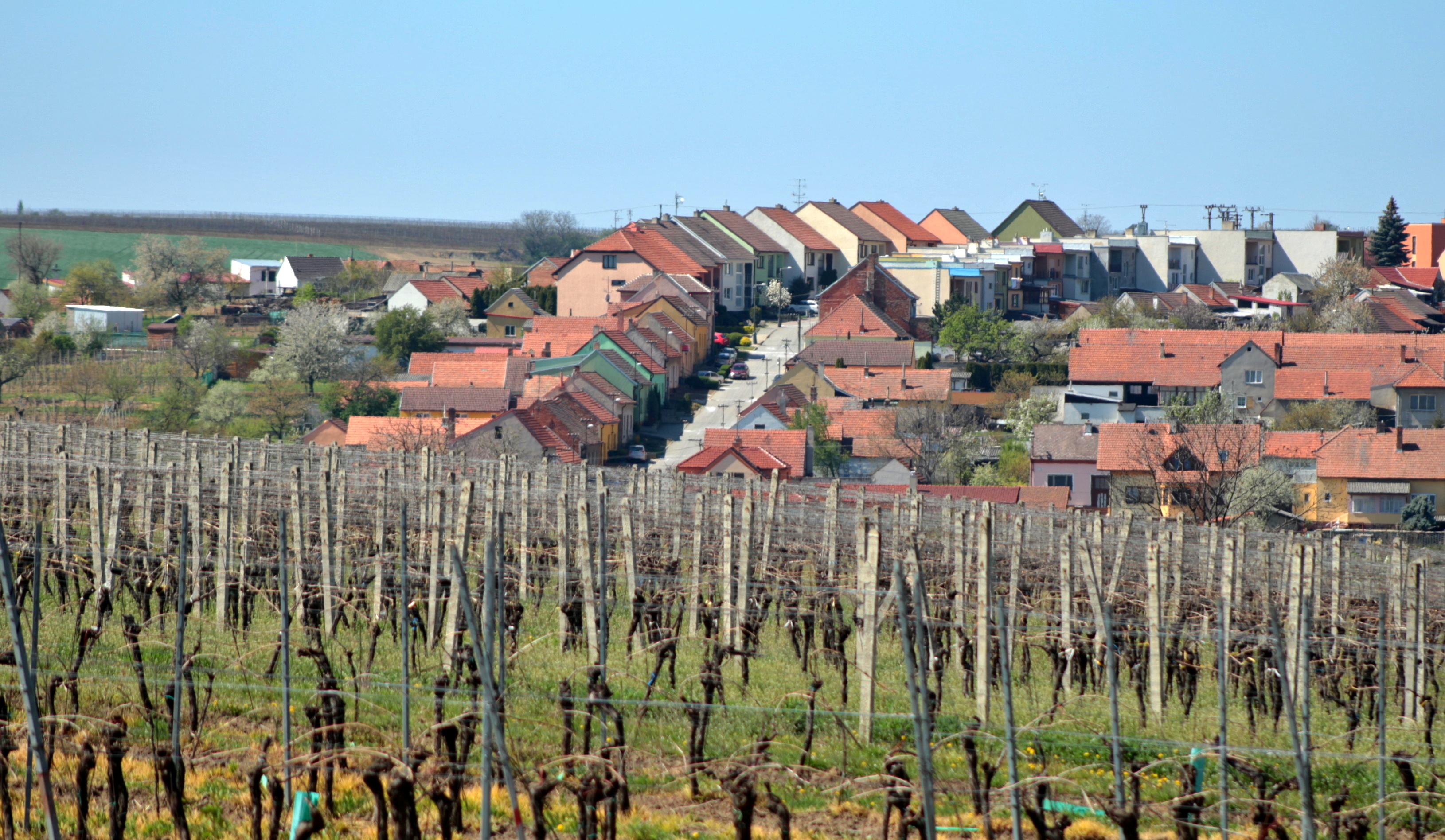
Čejkovické vinohrady

Příchod templářů do našich zemí je datován k roku 1230 a k tomuto datu se rovněž vztahuje i budování čejkovické gotické tvrze a příslušného sklepení (Templářské sklepy). V této době zde taktéž často sídlil templářský komtur Ekko. První písemná zmínka o Čejkovicích pochází z podzimu roku 1248. Tehdy do Čejkovic zavítal Oldřich ze Spanheimu, syn korutanského vévody Bernarda II. Cílem jeho cesty byla komenda bratří templářského řádu v Čejkovicích. Vydal zde listinu, ve které daroval čejkovickým templářům čtyři statky v Rakvicích. Ke konci 13. století sídlil v Čejkovicích rytíř Ekko, zemský komtur templářského řádu pro Čechy, Moravu a Rakousko. V roce 1309 se majetku templářů a zároveň i celých Čejkovic zmocnil Jindřich z Lipé. Po odchodu feudálů z Lipé se v Čejkovicích střídají rody z Kunštátu, ze Štemberka, ze Zástřizl, z Lomnice a z Víckova. V roce 1540 došlo k obnovení hrdelního a trhového práva. 
Po stavovském povstání, kterého se na straně moravských pánů účastnil i čejkovický pán Jan Adam z Víckova, přešly darovacím dekretem císaře Ferdinanda II. ze dne 17. ledna 1624 Čejkovice pod správu jezuitského řádu Tovaryšstvu Ježíšovu. Čejkovice byly za dob jezuitů několikrát vypáleny. Po zrušení řádu roku 1773 přešel majetek do Studijního fondu. O deset let později byly Čejkovice koupeny císařem Josef II. a byly připojeny k hodonínskému panství. Císař Čejkovice roku 1785 navštívil a na přímluvu tehdejšího starosty zrušil své nařízení o pohřbívání v plátně. Čejkovice dále disponovali horenským právem (pěstování vína). 
Dne 7. března 1850 se v nedalekém Hodoníně narodil Tomáš Masaryk. Ve svých šesti letech se přestěhoval do Čejkovic, kde žil do svých jedenácti let. Poté odešel na studia do Hustopečí. Na Čejkovice ale nezapomněl. V Čapkových Hovorech se dočteme: „Můj vlastní dětský domov to byly Čejkovice“. Chodil zde do obecné školy, v níž později sám pracoval jako učitelský pomocník. V dětských letech také ministroval v místním kostele sv. Kunhuty. Zde se též sblížil a spřátelil s katolickým kaplanem Františkem Satorou, jenž ho vedl ke vzdělání a měl na něho velký vliv po stránce náboženské, národnostní i sociální. Domek, ve kterém mladý Masaryk bydlel, se v Čejkovicích stále nachází a lze jej navštívit. 
Během první světové války bojovali někteří občané Čejkovic v řadách legionářů, převážně ve francouzských, italských a ruských legiích. Konec války a oslava vzniku samostatnosti ČSR proběhla v Čejkovicích 1. listopadu 1918. Největší událostí roku 1924 se stala návštěva prezidenta Masaryka dne 19. června. O čtyři roky později, 21. října 1928, byl v Čejkovicích odhalen pomník TGM. V září 1938 po vyhlášení mobilizace odjela většina čejkovických záložníků na jižní hranici republiky. Za protektorátu, v roce 1940, byl odstraněn pomník TGM. Během nejhoršího období druhé světové války přišlo o život mnoho občanů obce. Začátkem dubna 1945 obcí prošly jednotky Němců, Slováků, Maďarů a Vlasovců, které ustupovaly před Rudou armádou. Obec byla osvobozena 14. dubna ve večerních hodinách. V květnu 1947 došlo k obnovení pomníku TGM, tentokráte na louce před tvrzí. 
V roce 1969 se začalo s výstavbou nové školy, která byla dokončena v roce 1975. Škola byla vybavena krytým bazénem a i fyzikální a chemickou laboratoří. Na konci 70. let 20. století dochází k zahájení rekonstrukčních prací na zdevastované tvrzi. V roce 1981 MNV rozhodlo o odstranění sochy TGM, která byla převezena do Hodonína.
Po sametové revoluci byla do Čejkovic navrácena socha TGM. Slavnostní odhalení proběhlo 7. března 1990 před budovou bývalé školy. Spolu se sochou byla iniciována i oprava domku, kde prožil dětství TGM. Domek byl slavnostně otevřen 20. května 1990. Rok 1998 byl rokem 750. výročí první písemné zmínky o Čejkovicích. V témže roce byl obci udělen znak obce.

## Přírodní poměry
Průměrná teplota vzduchu je 9,2 °C,což řadí Čejkovice k nejteplejším místům v Česku. Geologicky je území tvořeno sedimenty starších i mladších třetihor. Průměrná nadmořská výška území je 208 metrů. Podle geomorfologického členění náleží toto území ke karpatské soustavě. Geologický podklad tvoří jílovce, pískovce a slepence ždánické jednotky. Po ústupu moře v mladších třetihorách zde zůstala dvě slaná jezera, Čejčské a Kobylské, která se postupně vyslazovala. V minulém století byla pak sítí kanálů odvodněna, vysušena a rozorána. Za působení jezuitů v Čejkovicích zde bylo osm rybníků.

## Obyvatelstvo

### Struktura
Vývoj počtu obyvatel za celou obec i za jeho jednotlivé části uvádí tabulka níže, ve které se zobrazuje i příslušnost jednotlivých částí k obci či následné odtržení.
| Místní části   | Místní části   | 1869  | 1880  | 1890  | 1900  | 1910  | 1921  | 1930  | 1950  | 1961  | 1970  | 1980  | 1991  | 2001  | 2011  | 2021  |
| -------------- | -------------- | ----- | ----- | ----- | ----- | ----- | ----- | ----- | ----- | ----- | ----- | ----- | ----- | ----- | ----- | ----- |
| Počet obyvatel | část Čejkovice | 1 876 | 1 968 | 1 995 | 2 070 | 2 191 | 2 378 | 2 476 | 2 430 | 2 726 | 2 644 | 2 653 | 2 562 | 2 564 | 2 412 | 2 310 |
| Počet domů     | část Čejkovice | 425   | 435   | 444   | 434   | 468   | 473   | 535   | 606   | 642   | 676   | 722   | 861   | 871   | 758   | 908   |

## Obecní symboly
Znak byl obci udělen rozhodnutím předsedy Poslanecké sněmovny Parlamentu České republiky dne 4. června 1998 a vlajka byla obci udělena rozhodnutím předsedy PSP ČR dne 18. listopadu 1998.

## Hnutí Brontosaurus Čejkovice
Hnutí Brontosaurus působí v Čejkovicích od roku 2007. Nabízí netradiční volnočasový program a zážitky s cílem pomáhat přírodě a lidem. Zaměřuje se především na environmentální výchovu a volný čas dětí a mladých lidí. Všemožně rozhýbává kulturní a společenský život v Čejkovicích a okolí. Pořádá tradiční oslavy Dne Země. Jeho členové působí v krajanské vesnici Češko Selo v Srbsku. V roce 2012 vybudovali minipark, v němž při oslavě Dne Země v roce 2015 odhalili druhou sochu na území Čejkovic (první je socha T. G. Masaryka). Organizace sídlí na klubovně v bývalých jeslích mezi myslivnou a zdravotním střediskem. Předsedou je od roku 2022 Pavel Novotný (předtím funkci zastával Radim Veselský a Ing. Petr Hájek, Ph.D.). Hospodářem je Petr Gal.
Jde o pobočný spolek Hnutí Brontosaurus, které pomáhá v oblasti ochrany přírody, práce s mládeží a zážitkové pedagogiky po celém Česku od roku 1974.

## Akce a život vobci

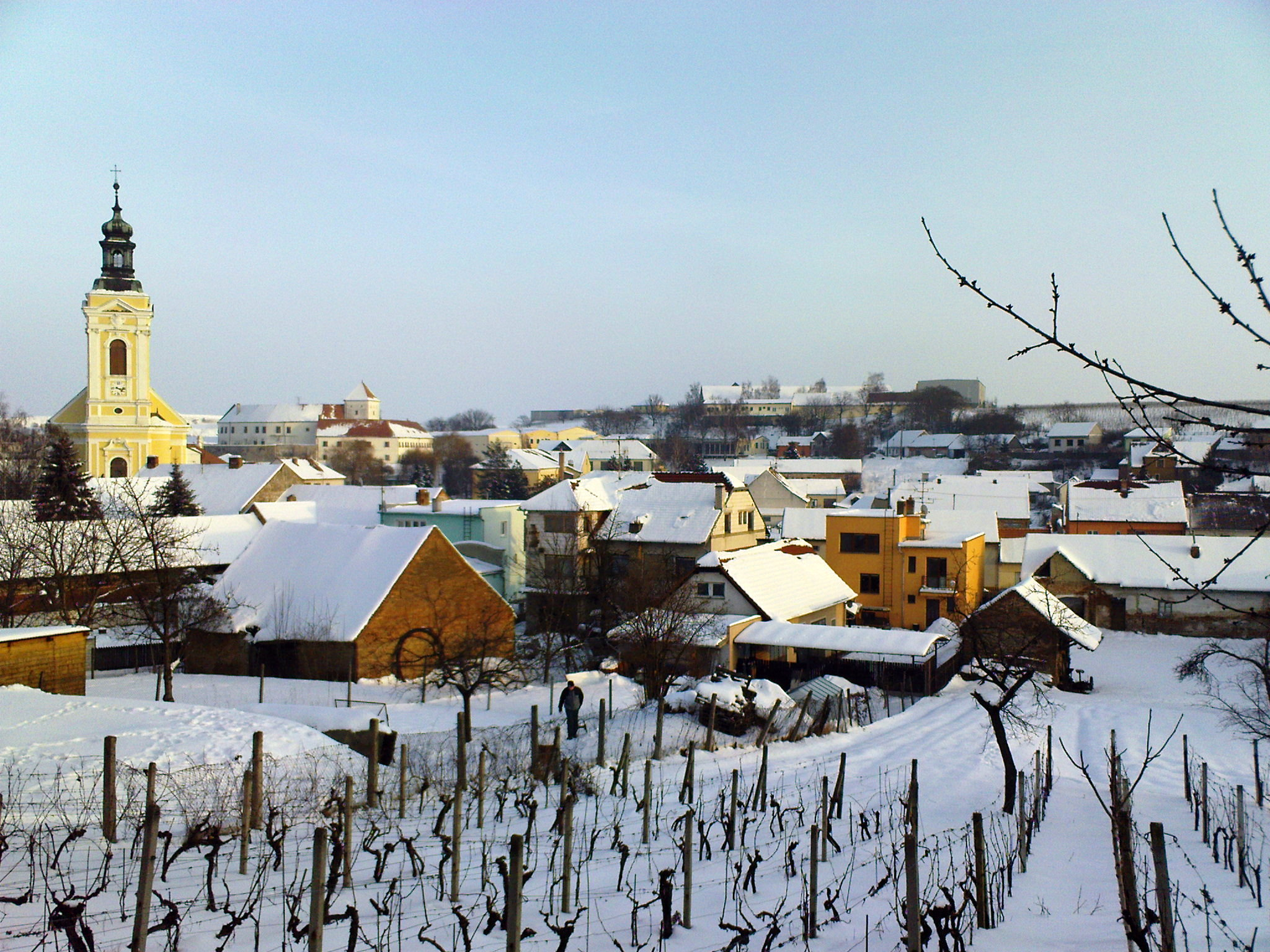
Čejkovice (2010)

Každoročně se konají v Čejkovicích tradiční krojované hody. Jejich součástí je stavění hodové máje, průvody obcí, hodové zábavy a všemožné jiné veselí. Hladký průběh hodů zajišťují stárci a stárky – vybraní zástupci z krojované mládeže (chasy). Hody se slaví ve vesnici jako křesťanský svátek vztahující se k svátku patrona kostela. V Čejkovicích, kde je kostel zasvěcen sv. Kunhutě, se však hody konají vždy třetí víkend v srpnu, a to z toho důvodu, že na jaře bylo mnoho práce. Nový termín byl odvozen od data svěcení nových kostelních zvonů.
Vinné trhy mají v Čejkovicích již dvacetiletou tradici. V prostorách zámku a přilehlé zámecké zahradě se návštěvníkům prezentuje vice než 30 vinařství. Akce je spojená zejména s folklorem, lidovými tradicemi a dobrou náladou.
Zarážení hory – Tradice zarážení hory má kořeny ve středověku. Vinaři tak tehdy uzavíraly své vinice s dozrávajícími hrozny cizím lidem. Právní ochranu jim tehdy poskytovalo tzv. horenské právo, kde byli formulovány např. tresty pro nezvané hosty nebo případné výjimky. Porušení zákazu se přísně trestalo, mohlo dojít až na hrdelní tresty. Hrozen si směli pro osvěžení v horkém dni utrhnout jen nemocní lidé, případně těhotné ženy. Tato pravidla platila až do konce vinobraní. V Čejkovicích bylo toto horenské právo patentem Josefa II. v roce 1784 zrušeno. Obyvatelstvo ale toto nařízení nechtělo přijmout a dlouhou dobu dodržovalo staré zákony, zejména společný začátek vinobraní, a často se k nim vraceli. Dnes je obřad pouze formální, stává se turistickou atrakcí doprovázenou muzikou. Symbolem zaražené hory je vztyčená opentlená májka zaražená deseti kůly ztělesňujícími počet vinařských tratí v obci, kterými jsou Stará hora, Šatrapky, Odměry, Novosády, Díl u včelína, Niva hrbatá, Helezný díl, Noviny, Kontrbovce a Kostelnické.
Slavnost Těla a Krve Páně, nebo také lidově Boží Tělo je náboženský svátek římskokatolické církve. Probíhá tak, že z kostela vychází průvod a míří ke čtyřem předem určeným domům, u kterých jsou vybudovány oltáře. Kněz u nich provede modlitbu a procesí míří zpátky do kostela. Datum slavnosti se řídí dle data Velikonoc, Svatodušních svátků a návazně Nejsvětější Trojice toho roku.
Svatomartinské slavnosti – Svatomartinské je mladé víno s certifikovanou známkou, kterou za splnění určitých podmínek, vinařům uděluje Vinařský fond ČR. Pod značkou Svatomartinské se nesmí vyrábět vína všech odrůd, nýbrž pro ně jsou schváleny pouze čtyři odrůdy. Z bílých vín je to Müller Thurgau a Veltlínské červené rané. Z vín červených je to Modrý Portugal a Svatovavřinecké. Z těchto červených odrůd je možno vyrobit i vína růžová. Každá z těchto odrůd může být vyráběna jako samostatná odrůda nebo jako také cuveé těchto odrůd.
Slavnostní zahájení ochutnávky vín probíhá za zvuku famfár na nádvoří čejkovické tvrze dne 11. listopadu v 11 hodin a 11 minut. V té chvíli přijíždí Martin na svém koni a veze soudek vína, který předá místním vinařům a symbolicky jim tak předává požehnání k výrobě a užívání Svatomartinského vína. Mužský pěvecký sbor Révokaz z Čejkovic zazpívá píseň „Svatý Martine“, kterou složil speciálně pro tuto příležitost místní hudebník Jaroslav Novák. Poté již začíná degustace mladých vín.
Den otevřených sklepů vychází z tradičního obcházení sklepů a koštování vín ve sklepech vinaři a jejich přáteli. Tato tradice byla obnovena v roce 2003 občanským sdružením Čtvrtčníci. A akce začíná v 10:00 na nádvoří tvrze, kde si návštěvníci koupí vstupenku a až do večerních hodin obchází sklepy po celých Čejkovicích. Akce bývá zakončena zábavou na zámku, kde k poslechu a zábavě hraje cimbálová muzika z Čejkovic "Morava".
Čejkovická laťka je nejstarší halový závod v Česku, první ročník se konal již v roce 1968. Do roku 1975 to byl závod o "Pohár Sokola Čejkovice". Název Čejkovická laťka je užíván od roku 1976. Od roku 1979 doprovází závodníky živá muzika. V roce 1983 došlo k radikální změně, když se Čejkovická laťka přestěhovala z nevyhovující Sokolovny do kulturního domu Zemědělské akciové společnosti Čejkovice. Na Čejkovické laťce se vystřídala celá řada vynikajících výškařů z celé Evropy. V roce 2018 se konal již 50. ročník této akce.
750. výročí posvěcení chrámu se konalo v neděli 2. června 2019. Slavnostní mši svatou celebroval ve zcela zaplněném chrámu sv. Kunhuty pomocný biskup brněnský mons. dr. Pavel Konzbul. Chrámu byl darován ostatek papeže sv. Jana Pavla II. Celou mši přenášela televize Noe přímým přenosem.

## Vinařství
Čejkovice jsou druhou největší vinařskou obcí v Česku. Plocha osazená vinicí zahrnuje 528 ha. Tradice pěstování vinné révy se datuje, již od 13. století, kdy zde působil řád Templářských rytířů. Pověst říká, že soudek vína z Čejkovic byl i na korunovaci krále Karla IV. a nevyhnul se mu ani prezident Masaryk. Po stránce pěstitelské patří Čejkovice do vinařské oblasti Morava, podoblasti velkopavlovické.

## Pamětihodnosti

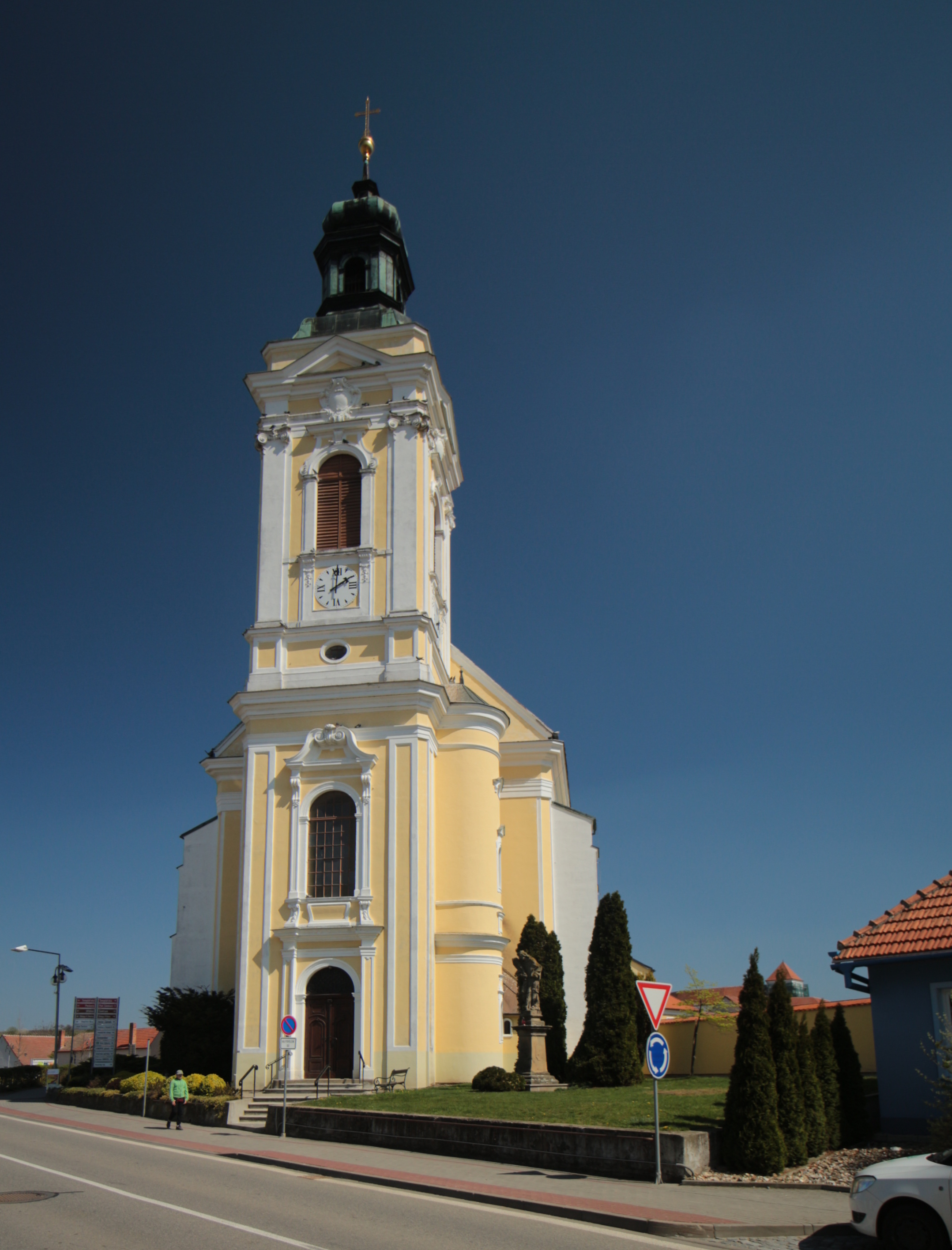
Kostel svaté Kunhuty

- Zámek prošel složitým vývojem. Původně sloužil jako středověké feudální sídlo a templářská komenda. Po zrušení řádu tvrz postupně chátrala. Postupem času tvrz vystřídala mnoho majitelů a roku 1559 byla označena jako zámek. Omítka zámku byla obohacena renesanční sgrafitovou rustikou. V roce 1645 zámek vypálili Švédové a 1705 povstalečtí kuruci. Novými majiteli se stali v roce 1624 olomoučtí jesuité, kteří zámek zrekonstruovali na řádovou residenci a zřídili kapli. Pod kaplí vyhloubili hrobku pro významné činitele koleje. Po zrušení řádu byl čejkovický statek připojen k hodonínskému panství a zámek sloužil především k ubytování úředníků a hospodářským potřebám. Důležité byly zejména vinné sklepy. Těžké období pro zámek nastalo již krátce po roce 1918, kdy zámek připadl do správy státních statků nového československého státu. Jeho bezohledné využívání však vyvrcholilo až po druhé světové válce. Proto když v roce 1975 obec získala objekt, byl v dezolátním stavu. Demolici však striktně odmítla a v témže roce započala jeho náročná oprava. Ta po mnoha útrapách skončila v roce 1996. V bývalé kapli byla zřízena obřadní místnost a v současné době zámek slouží jako hotel a je také symbolem obce.
- Kostel svaté Kunhuty založili pravděpodobně němečtí rytíři ve 13. století. V roce 1673 byl opraven Jezuity, avšak roku 1692 vyhořel a s ním většina městečka. Záhy byl postaven nový. Ten však po pěti letech znovu vyhořel při vpádu Uhrů. Hned poté co císař Josef II. koupil Čejkovice (1783), bylo započato se stavbou nového kostela. Byl pořízen nový barokní hlavní oltář a hodnotné polychromované sochy svatého Václava a svaté Ludmily vpravo a vlevo od něj. Do roku 1891 však neměl klenbu (byl jen provizorně zastřešen) ani věž. Ta byla postavena v letech 1890–1892 a její výška činí 42 metrů. Za války byly zvony použity jako válečný materiál. Po jejím skončení byly pořízeny nové, ty však již nejsou stejně melodické.
- Templářské sklepy byly vybudovány současně s tvrzí a o jejich velikosti se dodnes tradují legendy. Tyto mohutné sklepy, jimiž může projet ozbrojenec na koni nebo vůz naložený zbožím, byly a jsou stále využívány pro uskladnění a zrání vína. Z celkového komplexu chodeb, které údajně vedly až do Skalice na Slovensko (cca 24 kilometrů) a dle legendy jimi vedla jantarová stezka, je zpřístupněno pouhých 650 metrů sklepení, známé jako Templářské sklepy.

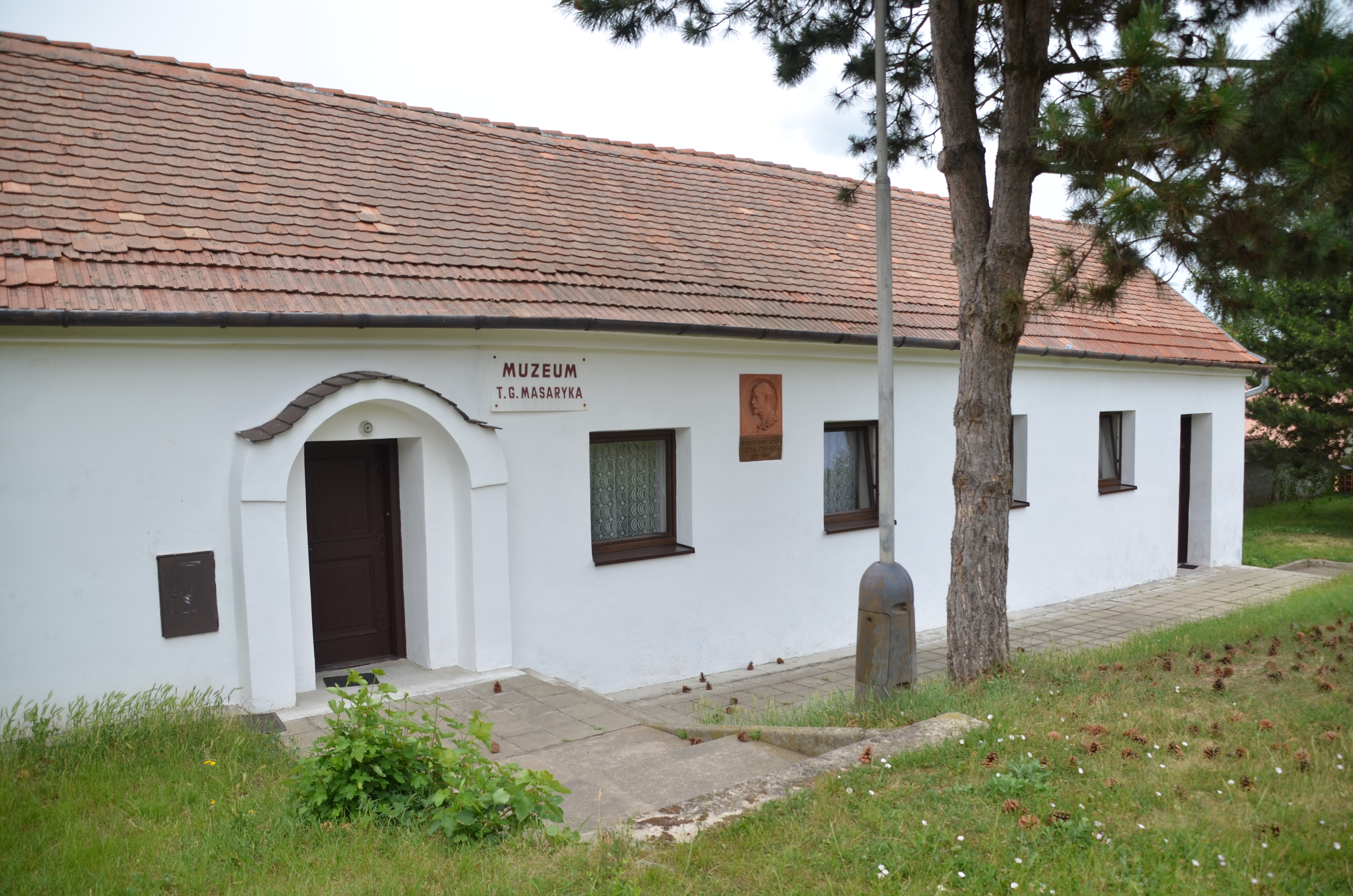
Dům Tomáše Garrigue Masaryka

- Domek Tomáše Garrigue Masaryka – Tomáš Masaryk zde bydlel a chodil do školy v letech 1856-1862. Je zde zachovám domek, ve kterém bydlel, a ve kterém je stálá expozice z jeho života. Často později vzpomínal na svá školní léta v Čejkovicích. V lednu roku 1919 se stal prezident Tomáš Masaryk čestným občanem Čejkovic. Je po něm pojmenována místní ZŠ. „Můj vlastní domov - to byly Čejkovice“ (T. G. Masaryk). Dne 25. května 2018 se v důsledku stáří objektu částečně zbortila střecha domku, který je dnes ve vlastnictví Sokola.[18]
- Havlíčkův mlýn – budovy mlýna se na tomto místě nacházely nejspíše od poloviny 19. století. Nejstarší dochovaná část současné podoby mlýna prošla poslední doložitelnou rekonstrukcí v roce 1909. V té době mlýn patřil rodině pana Josefa Havlíčka. Mlýn byl zpočátku poháněn plynovým motorem, posléze elektřinou. V roce 1953 byl mlýn znárodněn a převeden pod Ministerstvo zemědělství a výživy, které jej pronajímalo jako sklad místnímu JZD. Po sametové revoluci se v rámci restitucí vrátil majetek původním majitelům, kteří mlýn prodali společnosti Sonnentor. Současný majitel celou budovu kompletně zrekonstruoval. Nový výrobní program se zaměřuje výhradně na zpracování bylin a koření z kontrolovaného ekologického zemědělství. Mlýn tedy nepřestal sloužit svému účelu, pouze místo obilí se tu zpracovávají léčivé rostliny a koření.
- Čejkovické Špidláky – Jedná se o zachovalou nelesní lokalitu. Nejvýznamnější částí oblasti jsou dvě stráně nazývané Čejkovické Špidláky, které jsou od počátku devadesátých let zapsány do seznamu našich chráněných území. Špidláky disponují obrovskou druhovou rozmanitostí: Počet druhů přesahuje dvě stovky, z toho několik desítek vzácných a chráněných. Mimo jiné se tu vyskytují třeba vzácné koniklece.